# 리듬존
리듬존(rhythm zone)은 에이벡스 그룹 홀딩스의 레코드 레이블이다.

## 개요
1999년 7월에 m-flo나 J Soul Brothers 등을 제1호 아티스트로서 설립. 2005년 3월에 레이블 창설 6주년으로 신 CI 도입으로 새로운 로고”RZ 마크”가 탄생. 2009년 10월의 신 CI 도입으로 영명 로고 타입 방식과 정방형 로고 타입 방식(rhythm이 위, zone이 아래)의 두 패턴으로 변경.
현행의 레이블 공식 로고 타입은 3대째이다.
R&B나 HIP-HOP 등을 주로 다룬다.
규격 품번은 RZCD, RZBD, RZXD, RZZD 등으로 시작하는 품번이다.
2006년, RYO the SKYWALKER의 이적을 계기로 rhythm zone에서 레게를 전문으로 다루는 파생 레이블 RIDDIM ZONE(리딤존)을 신설.

## 소속 아티스트
rhythm zone
- AILI
- AFRA & INCREDIBLE BEATBOX BAND
- ARIA
- E-girls
- 이시카와 마리
- 에이지아 엔지니어
- EXILE
- EXILE ATSUSHI
- EXILE SHOKICHI
- EXILE TAKAHIRO
- ACE OF SPADES
- m-flo
- EMMA
- 오오사와 신이치 (Shinichi Osawa)
- 오오하시 토리오
- Caravan
- KEN THE 390
- 코다 쿠미
- 사카즈메 미사코
- THE SECOND from EXILE
- ZAN
- 3대째 J Soul Brothers
- Giant Swing
- JANEL
- JAMOSA
- 숀
- JONTE
- GENERATIONS from EXILE TRIBE
- Sowelu
- SOFFet
- 타카스기 사토미
- 다카하시 치아키
- THE CHILL
- DEEP
- 토키 아사코
- 토미타 랩
- dorlis
- Dream
- NESMITH
- 하타케야마 미유키
- Happiness
- hinaco
- The Phanky Okstra
- FAKY
- BRIGHT
- Port of Notes
- MIHIRO
- 미야와키 시온
- miray
- mink
- May J.
- RAM RIDER
- Ryohei (야마모토 료헤이)
- LISA
- RIKI (타케우치 리키의 쌍둥이 남동생)
- Lay
- YMCK

대한민국
- 동방신기
- 아유미 (연예인)

RIDDIM ZONE
- AKANE
- 카와카미 츠요시와 그의 무드메이커즈
- Natural Radio Station
- U-DOU&PLATY
- RANKIN TAXI
- Rickie-G
- RYO the SKYWALKER
- NG HEAD

fluctus
- ala

## 같이 보기
- Avex trax
- J-pop